# NGC 6958
NGC 6958 est une galaxie elliptique (galaxie lenticulaire ?) située dans la constellation du Microscope. Sa vitesse par rapport au fond diffus cosmologique est de 2 506 ± 19 km/s, ce qui correspond à une distance de Hubble de 37,0 ± 2,6 Mpc (∼121 millions d'al). NGC 6958 a été découverte par l'astronome britannique John Herschel en 1834.
Selon la base de données Simbad, NGC 6958 est une candidate au titre de galaxie à noyau actif. La base de données NASA/IPAC indique une activité de type Seyfert et LINER, c'est-à-dire une galaxie dont le noyau présente un spectre d'émission caractérisé par de larges raies d'atomes faiblement ionisés. Toujours selon cette même base de données, NGC 6958 est une galaxie du champ, c'est-à-dire qu'elle n'appartient pas à un amas ou un groupe et qu'elle est donc gravitationnellement isolée.
À ce jour, huit mesures non basées sur le décalage vers le rouge (redshift) donnent une distance de 34,813 ± 11,672 Mpc (∼114 millions d'al), ce qui est à l'intérieur des valeurs de la distance de Hubble.

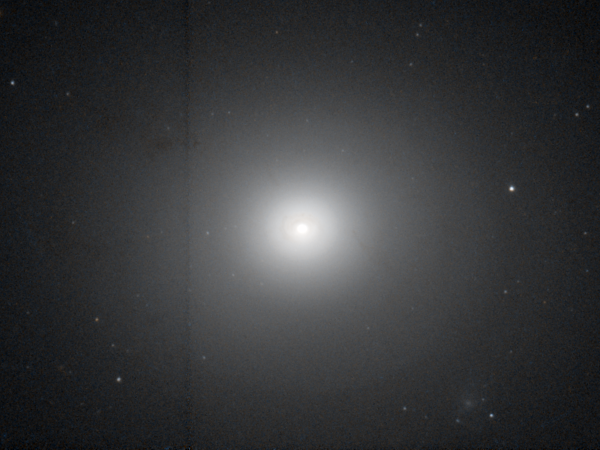
NGC 6958 par le télescope spatial Hubble.

## Un disque entourant le noyau
Grâce aux observation du télescope spatial Hubble, on a détecté un disque de poussière autour du noyau de NGC 6958. La taille de son demi-grand axe est estimée à environ 190 pc (∼620 al).